# 科索沃
科索沃共和國（羅馬化：Republika Kosovo），通稱科索沃（羅馬化：Kosovo），位於欧洲东南部的巴尔干半岛，是一個主權爭端地區及有限承認國家。塞爾維亞雖然承認其民選政府，但只承認该地区为塞爾維亞的兩个自治省之一。
自1999年科索沃戰爭結束以來，科索沃事实上独立，僅在名義上是塞爾維亞的一部分，實際上則是聯合國的託管地，並由聯合國科索沃臨時行政當局特派團臨時管治。1990年至1999年間，該地的阿爾巴尼亞族人也將科索沃稱為“科索沃共和国”，但当时該國僅有同族的阿爾巴尼亞一國承認。
科索沃問題一直懸而未決，阿爾巴尼亞族人堅持要求獨立，但是塞爾維亞方要求保證塞爾維亞領土完整仅允许自治。各方已於2006年2月20日起就科索沃問題展開談判。經過兩年的談判與周旋，科索沃於2008年2月17日自行通過獨立宣言，宣佈脫離塞爾維亞，現已得到98个联合国会员国的承认。塞爾維亞政府已經宣佈絕不放棄科索沃的主權，準備採取多項制裁措施，但称保證絕不使用武力阻止科索沃的獨立，故现时暂未有暴力冲突。2010年7月22日，國際法院指科索沃宣布脫離塞爾維亞獨立，並不違反國際法，然而是否承认科索沃地位各国均有自己的见解。

## 歷史

### 中世紀
科索沃古為伊利里亞人和色雷斯人地區，後來在公元一世紀成為羅馬帝國的一部分。公元6世紀末、7世紀初時，古斯拉夫人開始從北方向該地遷徙，並向南滲透到今阿爾巴尼亞、希臘等地區（阿希兩國都不是斯拉夫國家，也就是說斯拉夫人後來由於民族遷徙、融合等原因，地盤又有所退縮）。
阿爾巴尼亞族的起源則比較不確定，現在一般認為阿族是古伊利里亞人的後裔，阿爾巴尼亞歷史學家稱伊里利亞人早在6世紀時就被斯拉夫人的遷徙浪潮驅趕到今阿爾巴尼亞等地，並以該地區的一些地名的淵源為證，認為阿族長期在該地居住，但拜占庭帝國史料表明在1043年才有「阿爾巴尼亞族」僱傭兵抵達今阿國中部，同時也有塞爾維亞學者稱阿族來自遠在中東與歐洲交界處的高加索山脈。
當時的科索沃位於拜占庭帝國控制範圍和斯拉夫移民地區的交匯處。1014年前科索沃由保加利亞人所控制，該年科索沃重新並入拜占庭。12世紀末至1216年，科索沃以北的尼曼雅王朝兼併了科索沃。
尼曼雅王朝為現在塞爾維亞的前身，科索沃當時為尼曼雅王朝的政治、經濟中心，該王朝一度定都普里什蒂納。但尼曼雅王朝的民族構成則為現在歷史學家頗有爭論的問題，塞族學者認為該地當時主要是斯拉夫人，但阿族學者則認為當時科索沃的先住民為阿族人。

### 鄂圖曼帝國時期

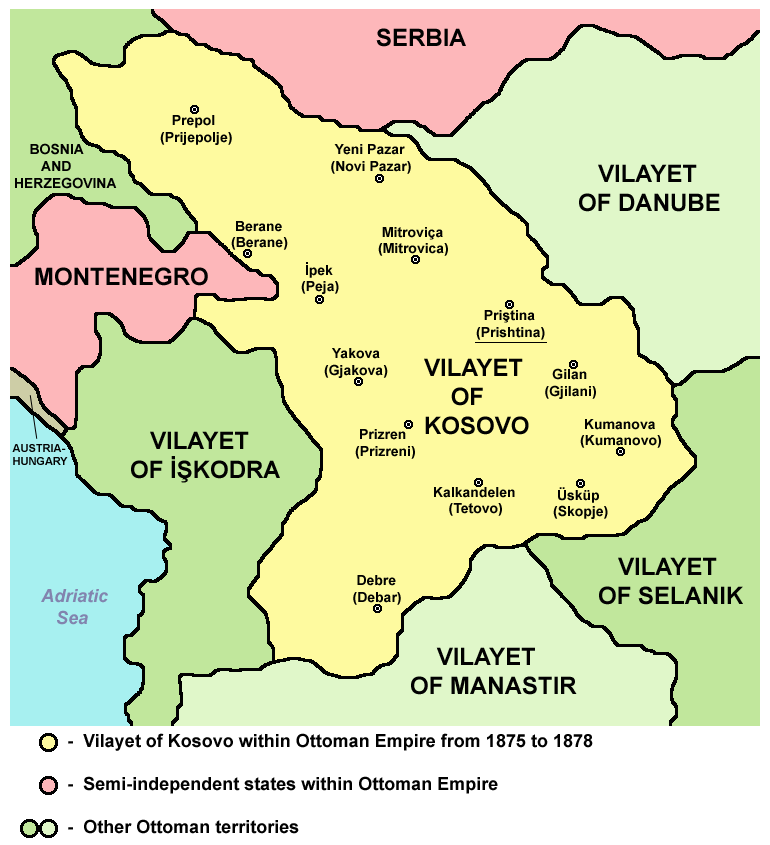
奥斯曼土耳其统治时期（1875年－1878年）的科索沃

14世紀中葉，尼曼雅王朝衰弱，同時鄂圖曼帝國開始入侵，並於1389年的科索沃戰役中擊潰塞爾維亞人（實際該戰役的結果現在尚有爭議）。之後科索沃漸漸成為鄂圖曼帝國的一部分。
被奥斯曼帝国吞并前，许多科索沃阿尔巴尼亚人都信仰天主教。在土耳其人的统治之下，很多民众为逃避当局向基督徒征收的额外税负而改信了伊斯兰教。一部分塞爾維亞學者認為這些都是從阿爾巴尼亞遷來的移民，阿爾巴尼亞族人漸漸在科索沃的部分地區出現，但也有學者認為當時在梅托希亞地區已經有阿爾巴尼亞族人居住。

### 1900年至獨立前
1912年，科索沃最終於第一次巴爾幹戰爭結束時由奧斯曼帝國劃歸塞爾維亞。之後塞爾維亞於1918年加入塞爾維亞人、克羅地亞人和斯洛文尼亞人王國（即後來的南斯拉夫王國），王國又驅逐科索沃的阿爾巴尼亞族人，並支持塞爾維亞人在科索沃進行殖民。第二次世界大戰期間，科索沃併入了由意大利所控制的阿爾巴尼亞，大量塞族移民被阿族武裝驅逐出科索沃。
戰爭結束後，科索沃重歸南斯拉夫，鐵托政權將科索沃設立為塞爾維亞的自治區（後又改為自治省），並給予當地阿族人地方自治，當地塞族人則認為科索沃所實行的民族政策實際上是對塞族的歧視。
1989年，塞爾維亞公投修憲，大大縮小了科索沃、伏伊伏丁那二自治省的自治權利。阿族人強烈抗議，並抵制了接下來舉行的科索沃議會選舉。1991年9月22日，阿族人宣佈建立獨立的科索沃共和国，自行舉行選舉，同時自行開辦醫院、學校、廣播電台等。而南斯拉夫解體也在這時開始。
波黑戰爭后，塞爾維亞開始組織塞爾維亞人移民至科索沃，引發了阿爾巴尼亞族人的反感。1990年代中葉，阿族游擊隊以塞族軍政人物及設施為目標開始進行游擊戰。1998年3月，南斯拉夫聯盟共和國軍隊開始協助塞爾維亞警察，進行大規模軍事行動。在接下來的幾個月裡，有二十萬阿族人在塞爾維亞的軍事行動中流離失所，淪為難民。阿族及西方普遍認為這是塞爾維亞種族清洗政策的結果，認為塞爾維亞領導人米洛舍維奇當時圖謀把科索沃的主要民族由阿族換成塞族。同時也有數萬非阿族人（包括塞族人、羅姆族人等）淪為難民。1999年3月24日，北大西洋公約組織開始轟炸塞爾維亞。北約稱空襲之目的為保證阿族難民可以重歸家園，但戰爭又造成數十萬阿族人及塞族人逃離家園。戰後，阿族人大量重返家園，但大量塞族難民則不願回到科索沃。
戰爭結束後，科索沃改由北約管轄，後來北約將管轄權交予聯合國。在獨立以前，科索沃名為塞爾維亞的自治省，實際上是由聯合國科索沃臨時行政當局特派團（UNMIK）所管轄。UNMIK已設立了議會、政府、以及總統。聯合國科索沃臨時行政當局特派團發行的護照、身份證、車牌只被一部分國家承認，科索沃的地址也只被一部分國家承認，萬國郵政聯盟建議寄往科索沃的信件應該註明「Kosovo（UNMIK）」的字樣。
科索沃在國際上依然被視為塞爾維亞的一部分。談判定於2005年舉行，但阿塞雙方各持己見，談判有相當的難度。阿族人不承認塞爾維亞對科索沃的主權，認為塞對科索沃的統治不可能尊重阿族人的權利。而塞方則視科索沃為塞爾維亞自古以來的領土，不接受科索沃獨立的可能性。國際社會則擔心，科索沃獨立的先例會重新引發波斯尼亞和黑塞哥維那境內的內戰。當時認為可能的折衷解決方案是：繼續維持現狀，將科索沃交予歐盟管轄。

### 科索沃獨立
時任科索沃总理的哈辛·塔奇于2008年2月17日宣布科索沃正式从塞尔维亚宣稱的科索沃自治省独立。在議會召開特別會議，由議員投票通過科索沃獨立，按照人民意願，成為「一個獨立、有主權和民主的國家」。會議過程由電視直播，隨官員宣讀獨立宣言，議長克拉斯尼奇（Jakup Krasniqi）宣佈獨立，之後議員還隨即投票決定國旗和國徽。國旗勾勒出科索沃在地圖上的整個領土輪廓，配以跟歐盟旗幟一樣的藍底色，以及代表科索沃6個民族的6顆5角星，象徵歐盟是科索沃的未來，而普里什蒂納成為科索沃首都。
科索沃獨立後，聯合國科索沃臨時行政當局特派團的權力大幅縮小。而在科索沃獨立之後，塞爾維亞系居民設立了自己的議會。部分西方國家如美國支持科索沃獨立建國，美國總統布什在2007年訪問阿爾巴尼亞時便公開表示此一立場，但俄羅斯與塞爾維亞並不認同。
阿尔巴尼亚和科索沃官员都把科索沃独立看作建立统一的阿尔巴尼亚人国家的重要步骤，双方一致谋求统一科索沃到阿尔巴尼亚共和国。塞尔维亚官方与科索沃方面均提出将塞尔维亚人聚居的北科索沃与阿尔巴尼亚人居多的普雷舍沃山谷进行“领土交换”，获得美国等国支持。

## 政治及政府治理
|                      |                  |
| 維約薩·奧斯馬尼 總統 | 阿爾賓·庫提 總理 |

科索沃是一個多黨制的議會代表制民主共和國。其立法、行政和司法機構均根據憲法運作，不過在布魯塞爾協議達成之前，北科索沃在實際上大多由塞爾維亞或其資助的平行機構控制。立法職能由議會及各部長在其權責範圍內執行。政府負責執行行政權，由總理領導政府，副總理及各部部長共同組成政府。
科索沃的司法體系包括最高法院、下級法院、憲法法院和獨立的檢察機構，並根據憲法和法律設立了多個獨立機構和地方政府。所有公民在法律面前享有平等權利，憲法亦明確確保性別平等。憲法框架確保在120席的議會中，塞爾維亞人至少擁有10席，其他少數民族也同樣保有10席，同時也保障塞爾維亞人和其他少數民族在政府中的代表性。
總統擔任國家元首，象徵人民的團結，每5年由議會透過秘密投票並需3分之2以上代表的多數票選出。國家元首只擔負代表性的職責和權力。總統有權將立法草案退回議會重新審議，並在外交事務和一些官方任命上有一定的職責。總理則作為政府首腦，由議會選舉產生。部長由總理提名後經議會確認。政府首腦負責行使政府的行政權力。
腐敗是科索沃民主發展的重大障礙。政府指派的司法人員負責打擊腐敗，但他們往往與政府有關聯。此外，由於缺少相應法律及政治意志，一些知名政治人物和黨內操作者即便犯有違法行為也未遭起訴。同時，有組織的犯罪活動如賄賂、敲詐和勒索等，也對國家經濟安全構成了威脅。

### 外交關係

圖例
科索沃
目前正式承認科索沃獨立的国家和地区
目前尚未正式承認但傾向承認科索沃獨立的国家和地区
目前表達對科索沃單方面宣佈獨立關切，待進一步行動的国家和地区
目前已經表示不會承認科索沃獨立的国家和地区
目前對科索沃獨立保持中立的国家和地区
目前未表態的国家和地区

科索沃的外交事務由設於普里斯提納的外交部負責。截至2023年，聯合國193個會員國中，共有104個國家承認科索沃共和國的主權。在歐洲聯盟中，27個成員國有22個已承認科索沃，且視科索沃為歐盟未來可能的擴展候選國。科索沃於2022年12月15日正式遞交申請，希望成為歐洲聯盟的一員。
科索沃是多個國際組織的成員，這些組織包括國際貨幣基金組織、世界銀行、國際道路運輸聯盟、區域合作理事會、歐洲發展銀行、威尼斯委員會及歐洲復興開發銀行等。2015年，科索沃爭取成為聯合國教科文組織的會員國時，未能得到所需的三分之二多數票，最終以三票之差落選。目前有23個國家在科索沃設立了大使館。科索沃在海外設有24個外交使團和28個領事使團。
鑒於兩國共同的語言和文化背景，科索沃與阿爾巴尼亞的關係格外特殊。阿爾巴尼亞語是科索沃的官方語言之一。阿爾巴尼亞在科索沃首都普里斯提納設有大使館，而科索沃則在阿爾巴尼亞首都地拉那設有大使館。1992年，阿爾巴尼亞成為首個並且是唯一一個議會投票承認科索沃共和國的國家。此外，阿爾巴尼亞也是2008年2月率先宣布正式承認科索沃共和國的國家之一。

自2024年1月1日起，科索沃公民在申根區的簽證要求被豁免，他們在任何180天期間內最多可免簽停留90天。

### 軍事
軍事方面，科索沃將原來的「科索沃安全部隊」擴編為人數5000人的正規軍，使巴爾幹半島局勢再度風起雲湧。北約秘書長史托騰柏格對此表示遺憾，而塞爾維亞總理布納比奇則警告，不排除派軍隊介入科索沃，以保護當地少數塞族人口的安全。

## 行政區劃
依據科索沃法律及2013年的布魯塞爾協議，科索沃分為7個區，協議中明確提到需成立人口以塞爾維亞人為主的新市鎮。這些區再進一步劃分為38個市鎮（komunë；）。在科索沃，最大也是人口最多的區域為普里斯提納區，該區以普里斯提納為首府，面積達2,470 km2（953.67 sq mi），人口有477,312人。
| 佩奇 賈科維察 普里茲倫 米特羅維察 普里斯提納 烏羅舍瓦茨 格尼拉內 |            | \| 区 \| 区府 \| 面积(km2) \| 人口数量 \| \| ------------ \| ---------- \| --------- \| -------- \| \| 佩奇区 \| 佩奇 \| 1,365 \| 174,235 \| \| 米特羅維察區 \| 米特罗维察 \| 2,077 \| 272,247 \| \| 普里什蒂納區 \| 普里什蒂纳 \| 2,470 \| 477,312 \| \| 格尼拉內區 \| 格尼拉内 \| 1,206 \| 180,783 \| \| 賈科維察區 \| 贾科维察 \| 1,129 \| 194,672 \| \| 普里茲倫區 \| 普里兹伦 \| 1,397 \| 331,670 \| \| 烏羅舍瓦茨區 \| 乌罗舍瓦茨 \| 1,030 \| 185,806 \| |          |  |
| 区                                                               | 区府       | 面积(km2) | 人口数量 |  |
| 佩奇区                                                           | 佩奇       | 1,365 | 174,235  |  |
| 米特羅維察區                                                     | 米特罗维察 | 2,077 | 272,247  |  |
| 普里什蒂納區                                                     | 普里什蒂纳 | 2,470 | 477,312  |  |
| 格尼拉內區                                                       | 格尼拉内   | 1,206 | 180,783  |  |
| 賈科維察區                                                       | 贾科维察   | 1,129 | 194,672  |  |
| 普里茲倫區                                                       | 普里兹伦   | 1,397 | 331,670  |  |
| 烏羅舍瓦茨區                                                     | 乌罗舍瓦茨 | 1,030 | 185,806  |  |

## 地理

科索沃地圖

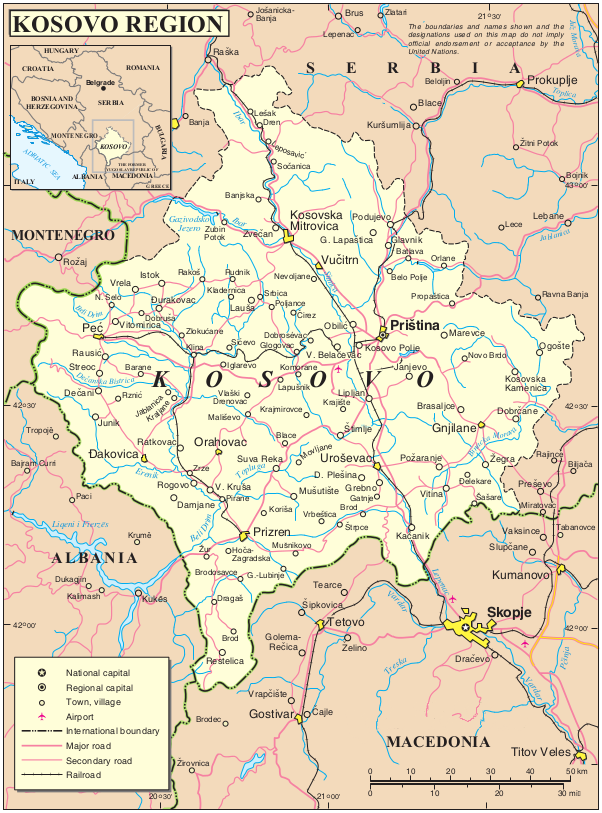
科索沃政治疆界地圖

科索沃東、北面為塞爾維亞其餘部分，南臨北馬其頓，西南面為阿爾巴尼亞共和國，西北為蒙特內哥羅。最大城市為首都普里什蒂納。
梅托希亞地區指科索沃西部的高原及盆地，包括佩奇、普里茲倫等城市，而狹義的科索沃指的是科索沃東部地區，包括普里什蒂納、烏羅舍瓦茨等城市。
科索沃佔地10887平方公里（4,203平方英里），人口接近兩百萬。最大城市為首府普里什蒂納，人口大約60萬；西南部城市普里茲倫人口大約16萬5千，佩奇人口大約15萬4千，而北部人口則大約11萬，其餘五個城市人口超過9萬7千。

### 氣候

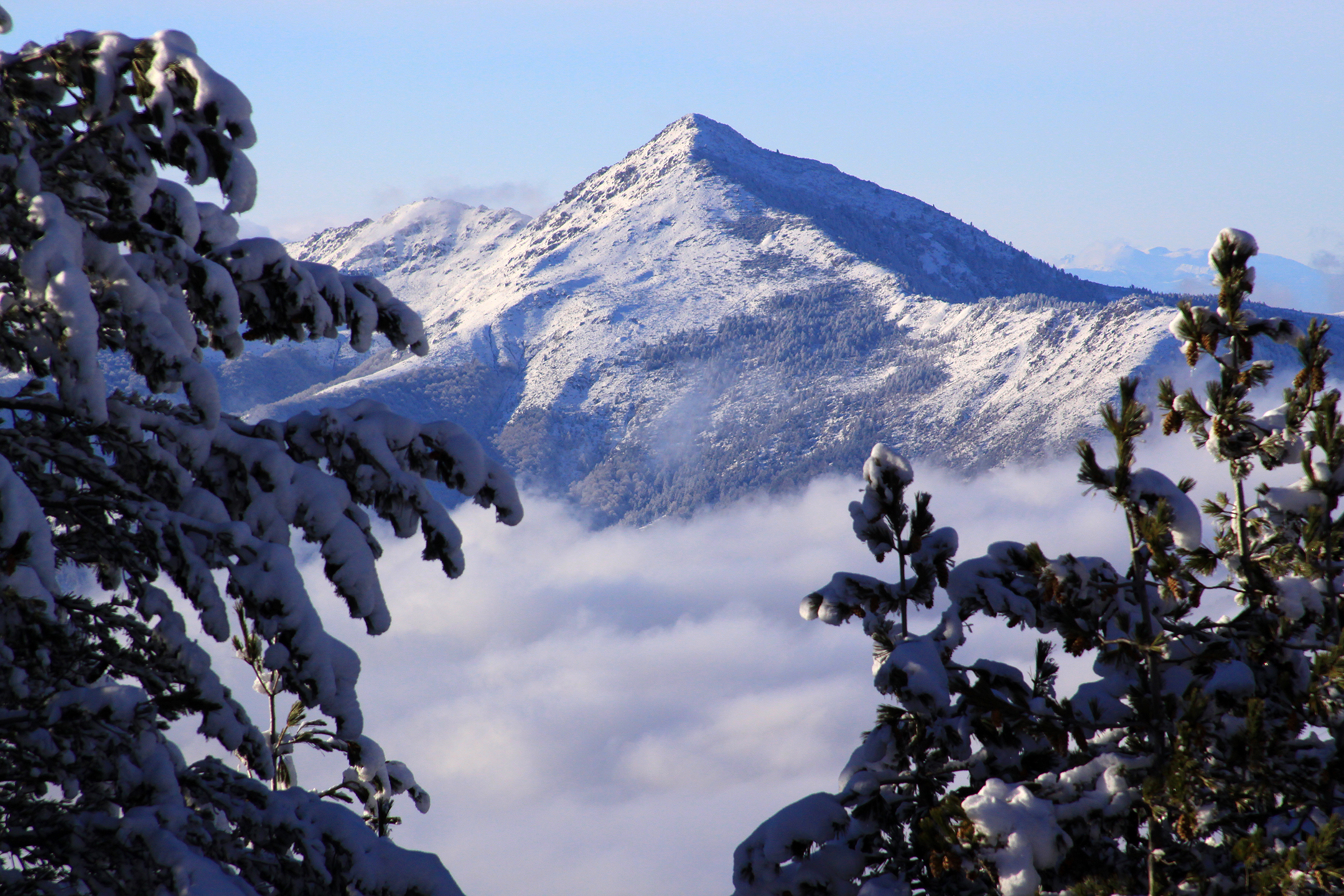
從布雷佐維察看到的帕沙洛拉的亞寒帶高山氣候。

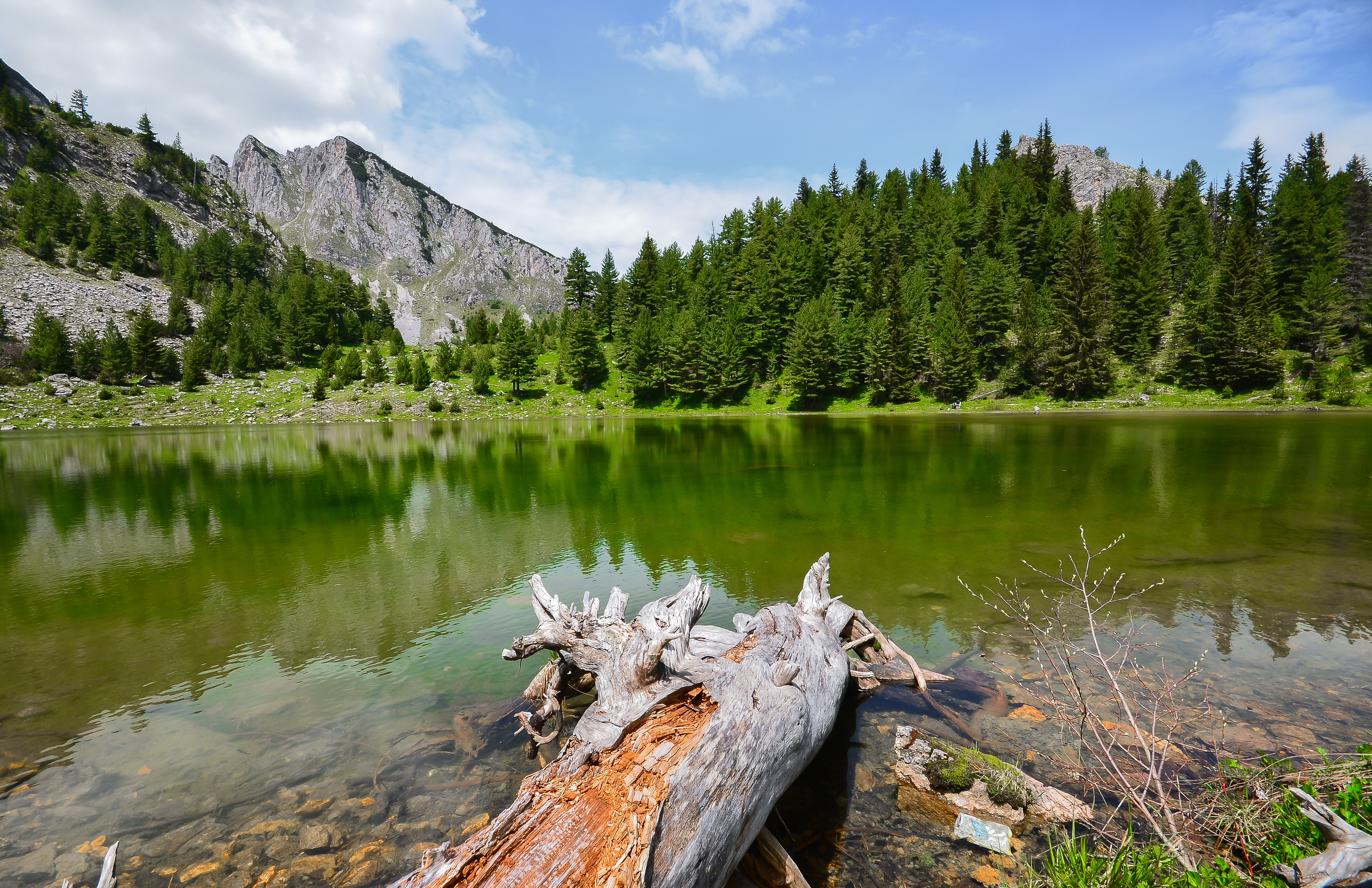
Bjeshkët e Nemuna 國家公園 是多種動植物物種的家園。

科索沃全境平原地區深受溫帶大陸性氣候影響，全年和日夜溫差頗大（愈東部的平原地區較西部平原地區為寒冷和溫差更大）。降水量每月分別較平均但以秋冬季稍多，而西部平原降水量多於東部平原。夏季普遍溫暖有時會受熱浪影響天氣酷熱並出現乾旱現象，亦有時會受熱對流天氣影響有短時暴雨甚或冰雹、冬季則寒冷多降雪，年降雪日約有20日至40日左右，幾乎冬季每日均有霜凍現象、春秋兩季頗為涼爽。區內年平均氣溫由西南部的10至12°C遞減至東北部的6至9°C左右。
山區氣候則以亞寒帶為主調，科索沃全國最嚴寒的地區分佈於該國西部的佩奇區郊區的詛咒山脈國家公園，以及南部普里茲倫區郊區的薩爾山脈國家公園。區內夏季頗涼爽至和暖，降水量也最少、冬季非常嚴寒經常有暴風雪天氣吹襲，年降雪日約有80至100日或更多、春秋兩季寒冷降水呈現雨夾雪或先雨後雪狀態。區內年平均氣溫只有2至-2°C左右。

## 經濟
歐元為科索沃的法定貨幣。同時塞爾維亞第納爾也是法定貨幣，但一般只在塞族聚集地區使用。
2024年全國人口開始下降至158萬，原因包括貧窮使國民外流西歐美國以及生育率持續下降有關，約20%左右的人民生活在貧窮線以下水準，科索沃不少經濟收入都倚靠外流國民賺取外匯和歐盟經濟援助所得。獨立前因科索沃戰爭影響科索沃全國基礎建設可說是陷於停滯階段，公路大多日久失修，但獨立後至今由阿爾巴尼亞族所主導的科索沃政府著手把基礎建設和交通網絡改革，現時科索沃的基礎建設和交通網絡水準已與塞爾維亞相近，同時已有顯著改進，且路況變得較好，遊客前往科索沃旅遊會更為便利。而獨立前失業率亦高達45%（2016年已跌至27.5%），因此當時（獨立前）有人質疑科索沃雖然獨立，但實際上仍需要各國的經濟援助。
2018年11月21日，科索沃政府以塞爾維亞用盡手段侵犯科索沃的名義批准對塞爾維亞課徵100%關稅。2020年6月科索沃新任總理霍蒂解除與塞爾維亞的貿易禁令。

## 交通

### 公路

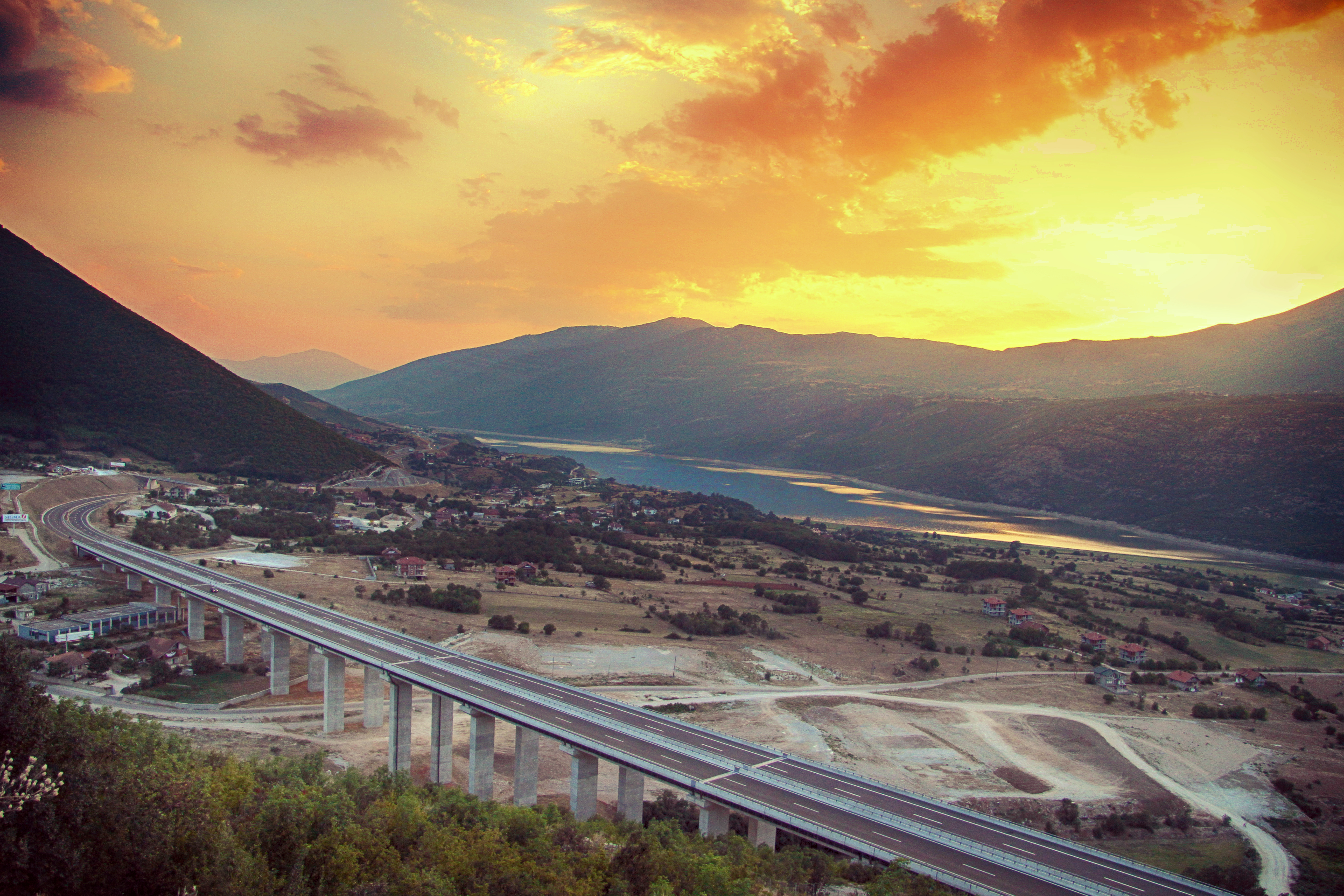
白德林河和Albania–Kosovo Highway

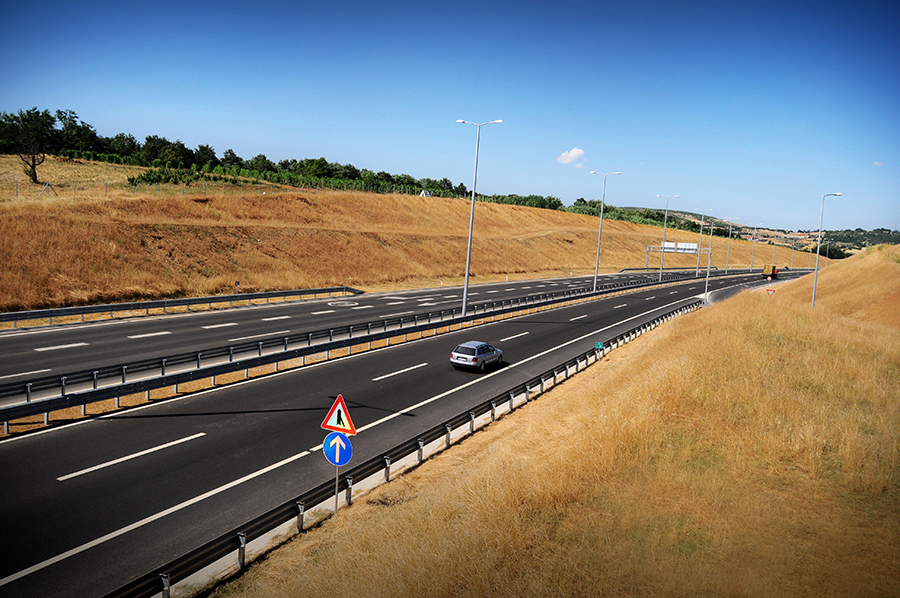
R7高速公路

近年来，在科索沃发生了两次主要道路的建设热潮，包括修建新的道路，放置现代交通标志，种植树木以及相关的绿化项目。共有两条主要公路完工。
R6高速公路是欧洲E65公路的组成部分。R6是当地建造的第二条高速公路，连接科索沃首都普里什蒂纳和北马其顿共和国边境埃莱兹汉，距斯科普里20公里。这条高速公路始建于2014年，于2019年5月全线开通。
R7高速公路是科索沃的第一条高速公路，是欧洲E851公路的组成部分。R7连接阿尔巴尼亚边境村庄Vërmicë和首都普里什蒂纳，始建于2010年4月，并于2013年完工。Vërmicë-普里什蒂纳段在Gjergjica的M9公路处结束。
这条公路被视为较大的Vërmicë-Merdare走廊的一部分，该走廊终止于科索沃东部与塞尔维亚边境的Merdare。R7共101公里长，建造成本为7亿欧元或7.9亿美元。这条公路与阿尔巴尼亚A1高速公路一起，将普里什蒂纳至地拉那之间的形成缩短至3小时。一旦E80公路剩余段普里什蒂纳-Merdare完工，这条高速公路将通过现在的E80公路连接科索沃与泛欧走廊X(E75公路)附近的塞尔维亚城市尼什。
科索沃公路总里程2,012公里。世界排名第172名。其中铺筑道路1921公里，未铺筑道路91公里。

### 航空
早在1936年南斯拉夫载旗航空公司Aeroput开通途经波杜耶沃机场作为中转站，从贝尔格莱德到斯科普里的定期航班，科索沃的航空运输就开始了。
科索沃有三个机场，贾科维察的贾科维察机场，度莫什村的巴特拉瓦-多尼亚·本笃哈机场和普里什蒂纳国际机场。
贾科维察机场由科索沃战争后组建的科索沃治安维持部队建造，毗邻当时已现存的农用机场，并主要被用作军用和人道主义救援航班。地方和国家政府计划在公私合营关系下提供贾科维察机场的运营，目的是将其变成民用和商用机场。
普里什蒂纳国际机场位于普里什蒂纳，是科索沃唯一的国际机场，該機場以科索沃民族英雄和科索沃解放軍烈士阿德姆賈沙里所命名，每年乘客数量超过175万名，是以航空方式前往科索沃的旅客的唯一入境口岸。
科索沃共拥有10座机场。其中铺筑跑道机场4座：跑道长度在2,438到3,047米1座；1,524到2,437米1座；914米以下2座。未铺筑跑道4座：跑道长度在914米以下4座；直升机机场2座。

### 铁路

科索沃铁路系统地图

科索沃的第一条铁路是在土耳其指导下为Maurice de Hirsch领导的Compagnie des Chemins de Fer Orientaux（CO）建造的。它在1873年落成，始于塞萨洛尼基，向北经斯科普里至米特罗维察。
第一次世界大战前，这条铁路被1918年至1992年归属于南斯拉夫铁路旗下的塞尔维亚铁路运营，并于1999年北约干涉后停止由塞尔维亚运营。2008年，塞尔维亚铁路归还了科索沃北部的一些铁路线。
科索沃铁路运营着科索沃境内430公里长的铁路线，其中333公里为客货混用，97公里为货运铁路。非电气化铁路网原本由穿过科索沃波列的科索沃波列車站的两条线路组成。干线从西塞尔维亚的克拉列沃经米特罗维察和科索沃波列至北马其顿共和国首都斯科普里，东西走向的支线从塞尔维亚南部的尼什经普里什蒂纳火车站和科索沃波列分别开往佩奇和普里兹伦。普里什蒂纳至佩奇和科索沃波列至马其顿的线路仍然为客运线，列車運行最高時速約90公里。但其余铁路网的部分线路偶尔为货运线，像是科索沃波列-奥比利奇；剩余铁路线暂时为未使用状态。多年来，曾有过延长支线至普里兹伦穿越阿尔巴尼亚边境以连接阿尔巴尼亚铁路的计划。但是这些项目都只停留在意向书阶段。
科索沃铁路总长430公里。世界排名第115名。标准轨距：1.435米轨距。

## 人口

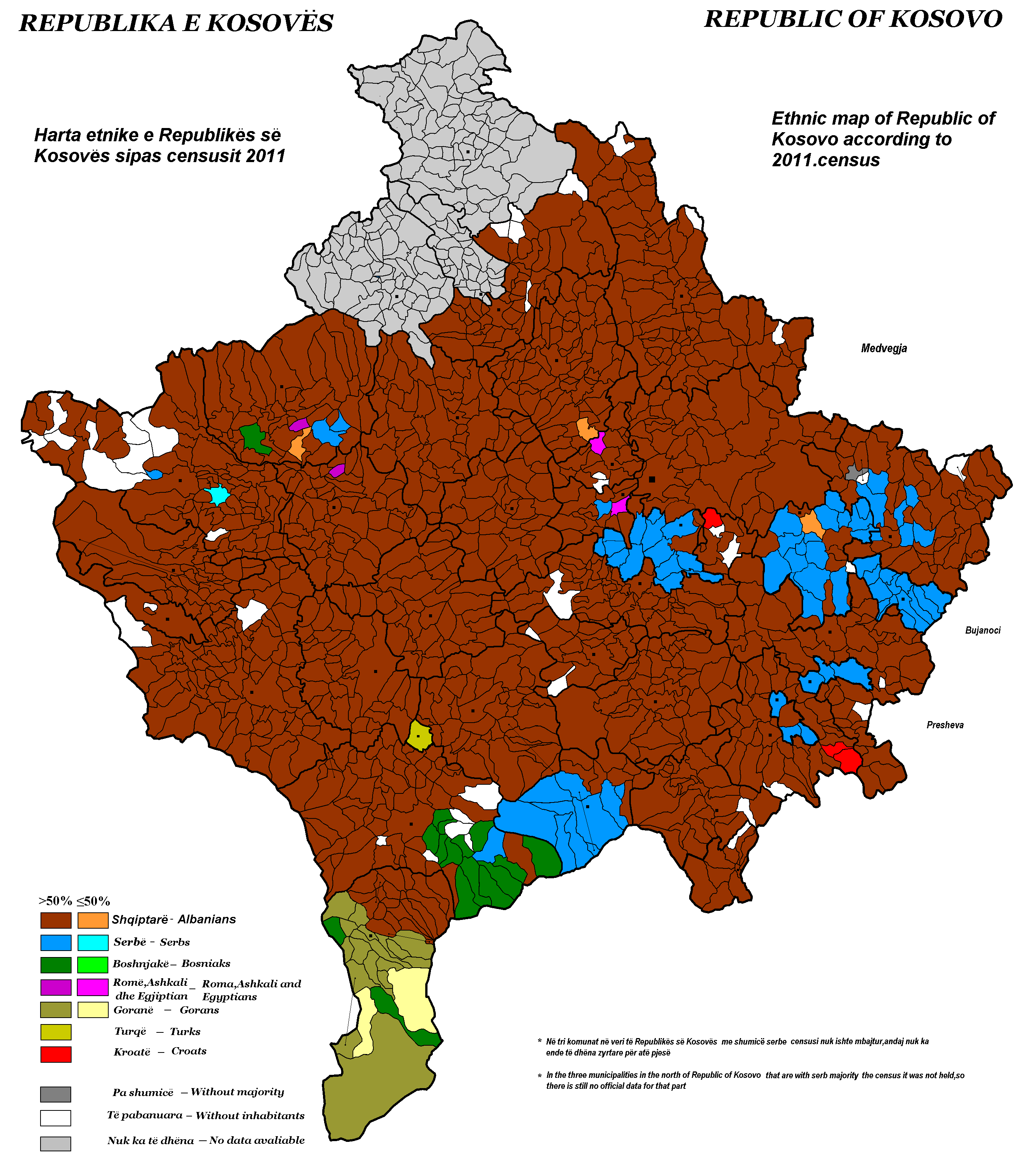
2011年的人口普查中，科索沃各民族組成分布情況

直至科索沃獨立的2008年，阿爾巴尼亞族在科索沃總人口中已超过90%。近年來，由於種族衝突等原因，大量少數民族（如塞爾維亞族、羅姆族等）離開科索沃或少數民族在內戰時被強制阿爾巴尼亞化（以塞爾維亞族為主），阿族比例則不斷上升。仅在北科索沃和少部分塞族自治地區有大量塞族聚居。
據《科索沃統計局2000年度生活品質調查》顯示，科索沃總人口為197萬，其中：
- 88%為阿爾巴尼亞族（1,733,600）
- 7%為塞爾維亞族（137,900）
- 1.9%為波士尼亞克人（37,400）
- 1.7%為羅姆族（33,500）
- 1%為土耳其族（19,700）

### 城镇化
科索沃以农村地区为主，只有8个城市有超过40,000居民居住在城市地区。

## 宗教
根据科索沃宪法科索沃是一个没有国教的世俗国家。它规定了国民的宗教自由和信仰自由根据2011年人口普查，科索沃95.6％的人口是穆斯林。这些数字并不代表在科索沃境内活动的个别教派，例如苏非主义或拜克塔什教团，这些教派有时通常归入伊斯兰教的范畴。3.69％的人口是天主教徒，同等数量或高达5％是东正教徒（主要是东正教塞尔维亚少数民族抵制人口普查）。天主教的阿尔巴尼亚社区大多集中在贾科维察、普里兹伦、克利纳和佩奇与维蒂纳附近的一些村庄。塞族少数民族主要是塞尔维亚东正教徒。
基督教在科索沃具有悠久的历史，可追溯到东罗马帝国时期。在中世纪，整个巴尔干半岛都在罗马帝国和拜占庭帝国的统治下进行了基督教化。从1389年到1912年，科索沃成为奥斯曼帝国的一部分，发生了高度的伊斯兰化。第二次世界大战后，科索沃由南斯拉夫社会主义联邦共和国境内的世俗社会主义当局统治。在此期间，科索沃人口日益世俗化。截至2005年，其90％以上的人口都有穆斯林背景，其中大多数是阿尔巴尼亚族，但也包括斯拉夫人（他们大多认为自己是古拉尼人或波斯尼亚人）和土耳其人。
由于传统上宗教在阿尔巴尼亚人社会不具有重要地位，根据国际人道和伦理联合会发布的2014年“思想自由”报告，科索沃因为“自由和平等”以及对宗教和无神论的容忍，在南欧排名第一，在世界排名第九。

## 體育
2016年，科索沃首次參加夏季奧運會，該屆奧運會在巴西里約熱內盧舉行。在比賽的第二日（巴西時間8月7日），科索沃運動員在女子柔道52公斤級賽事奪冠，成為科索沃首面奧運獎牌及首面奧運金牌。
科索沃是於2014年才獲國際奧委會接納成為會員，而隨著2013年及2014年兩屆世界錦標賽冠軍得主卡曼迪在女子52公斤級柔道比賽掄元，科索沃奧林匹克委員會亦成為奧運會歷史上第100個獲得奧運金牌的國家或地區奧委會。
2016年5月13日，科索沃國家足球隊被國際足協承認。同年9月5日，科索沃國家足球隊出戰國家的第一場世界盃資格賽，以1-1賽和芬蘭。
2021年7月24日，在日本东京举行的2020年夏季奥林匹克运动会的女子48公斤级柔道比赛中，科索沃选手迪丝特丽亚·克拉斯尼奇获得金牌。

## 外部連結
維基媒體的Kosovo地圖集 
- 科索沃總統官方網站 （页面存档备份，存于） – （阿爾巴尼亞語）
- 科索沃總理官方網站 的存檔，存档日期2023-01-02. – （阿爾巴尼亞語）
- 科索沃議會 （页面存档备份，存于） – （阿爾巴尼亞語）
- EULEX （页面存档备份，存于） – （英語）
- 科索沃 （页面存档备份，存于）（美國中央情報局《世界概況》）